# Valentinstag-Massaker
Das Valentinstag-Massaker (englisch Saint Valentine’s Day Massacre) war die Erschießung von sieben Personen am 14. Februar 1929, die Teil eines Bandenkrieges zwischen Mobstern in Chicago war. Bei den Opfern handelte es sich um Mitglieder und Assoziierte aus dem Umfeld der North Side Gang. Obwohl sich keine Prominenten unter den Opfern befanden, erlangte die Tat aufgrund der Tatausführung und der dabei ausgeübten Brutalität große Aufmerksamkeit in der Öffentlichkeit und in den Medien.

## Ablauf
Ein fünfköpfiges Killer-Team fuhr in zwei schwarzen Limousinen, die denen der Chicagoer Kriminalpolizei täuschend ähnlich sahen, um 10:30 Uhr an einer Autowerkstatt (2122 N. Clark Street) vor, die der „S-M-C Cartage Company“ gehörte. Die S-M-C war eine Scheinfirma der North Side Gang unter George „Bugs“ Moran, die vorgab, ein Umzugsunternehmen zu sein.
Drei der Killer trugen Polizeiuniformen und inszenierten eine Razzia. In der Werkstatt trafen sie auf sieben Personen, welche mehr oder minder der North Side Gang zuzurechnen waren. Diese ließen sich widerstandslos entwaffnen und an die Wand stellen. Dort wurden sie mit zwei Thompson-Maschinenpistolen gegen 10:40 Uhr erschossen. Bei ihrer sofortigen Flucht täuschten die Mörder eine Verhaftung vor, indem die beiden nicht uniformierten Täter von den uniformierten mit erhobenen Händen scheinbar abgeführt wurden.

## Opfer
Die Polizei identifizierte später die sieben Toten:
- John May (35), der Automechaniker der Werkstatt; hatte wegen Raubes und Diebstahls bereits vor Gericht gestanden.
- Adam Heyer (40) alias „Frank Snyder“; betrieb eine Hunderennbahn für Moran.
- Albert Kachellek (42) alias „James Clark“; der Räuber und Einbrecher war mit den Gusenberg-Brüdern beteiligt am Mord an Pasqualino „Patsy“ Lolordo, Präsident der Unione Siciliana und Freund von Al Capone.
- Peter Gusenberg (39) und
- Frank Gusenberg (36); die beiden waren die wichtigsten Auftragsmörder der Gang. Frank Gusenberg überlebte den Überfall noch drei Stunden, machte aber, obwohl er bei Bewusstsein war, keine Angaben zu den Tätern.
- Reinhart H. Schwimmer (29); ein Optiker, der seinen Laden hatte schließen müssen, aber hoffte, einen neuen eröffnen zu können. Er war vermutlich mit Dean O’Banion befreundet und gehörte zum Umfeld der Mobster.
- Albert R. Weinshank (35); er galt als ein wichtiger Vertrauter Morans. Angeblich hatte sein gesamtes Auftreten Ähnlichkeit mit dem von Moran, weshalb die Killer sich entschieden haben sollen, zuzuschlagen.[2][3]

## Theorien und Täter
Aufgrund des lokalen Charakters der Tat wurde der Fall nicht vom FBI bearbeitet und verblieb bei der Polizei von Chicago. Schnell kamen einige Theorien über den Hintergrund der Tat in Umlauf.
Aufgrund der Verwendung von Polizei-Uniformen entstand das Gerücht, korrupte Polizisten hätten den Mord ausgeführt. Demnach hätten diese und ein Prohibitionsagent nach einem LKW-Überfall einen Laster und dessen Schnapsladung beschlagnahmt. Daraufhin habe – laut dem stellvertretenden Leiter des Prohibitionsbüros Frederick D. Silloway – Moran die Schmiergeldzahlungen an die Polizei eingestellt, woraufhin diese das Massaker veranstaltet habe.
Es wurde auch spekuliert, dass es sich um eine interne Abrechnung innerhalb der Nordseite gehandelt hätte, da die Gusenberg-Brüder bereits in der Vergangenheit einige Entführer von Alkoholtransporten umgebracht hätten.
Als die bis heute fundierteste Theorie wird die Auseinandersetzung der Nordseite mit dem Chicago Outfit angesehen. Demnach sollte eigentlich Bugs Moran, der Anführer der Nordseite, ermordet werden. Die Aktion war sorgfältig geplant und zur Beobachtung wurden offenbar Räume auf der gegenüberliegenden Straßenseite angemietet. Dieser Modus Operandi wurde in ähnlicher Form bereits bei der Ermordung von Hymie Weiss 1926 angewendet, der aus derartig angemieteten Räumen niedergeschossen worden war. Joey Aiello wurde im Oktober 1930 ebenfalls auf ähnliche Weise ermordet.
Demzufolge können als Täter folgende Personen in Betracht gezogen werden: zunächst der Italiener Jack „Machine Gun“ McGurn, der die Tat organisiert haben soll, und James „Revolvers“ McLain vom Chicago Outfit; dann die Gruppe der Auftragskiller um Fred Burke (Egan’s Rats) mit J. George Zeigler, August „Gus“ Winkeler und Byron „Monty“ Bolton.
Eine weitere ergänzende und verbindende These besagt, dass – als Variante der ersten Theorie über eine entführte Alkoholladung – die Opfer eine Schmuggelladung von Abe Bernstein und seiner Purple Gang erwarteten, es sich jedoch dabei um eine Falle von Al Capone gehandelt haben soll, der mit der Purple Gang zusammenarbeitete. Fred Burke von den Egan’s Rats war bereits 1926 in Detroit für die Purple Gang in ähnlicher Weise mit einer Maschinenpistole tätig gewesen.

## Folgen
- Bezogen auf das Motiv, Bugs Moran zu töten, war das Massaker ein Fehlschlag; Bugs Moran hatte sich dem Tatort genähert, als die Aktion schon lief, und flüchtete.[6]
- Al Capone konnte als mutmaßlicher Drahtzieher nicht angeklagt werden, er befand sich zur Tatzeit im Urlaub in Florida. McLain wurde 1934 ermordet. McGurn hatte für das Massaker ein Alibi seiner Freundin Louise Rolfe, wurde aber wegen des Mordes an Frankie Yale von 1928 verurteilt; 1936 wurde er ermordet.
- Fred Burke, bei dem später die Tatwaffen (Serien-Nr.: 2347 und 7580) gefunden wurden, tötete auf der Flucht einen Polizisten, wurde aufgrund dieser Tat verurteilt und starb 1940 im Gefängnis an Herzversagen. Zudem will eine Zeugin bei einem Täter eine Zahnlücke gesehen haben; über eine solche verfügte Burke tatsächlich.[4]
- Wegen ihrer Vergangenheit als Auftragskiller der Genna-Familie und ihrer aktuellen Zugehörigkeit zum Chicago Outfit wurden auch John Scalise und Albert Anselmi bezüglich des Blutbads befragt. Aber nur Scalise wurde, zusammen mit Jack McGurn, angeklagt. Wenige Tage nach der Anklage in den frühen Morgenstunden des 8. Mai 1929 wurden Scalise, Anselmi und Joseph Giunta tot auf einer Straße nahe Hammond (Indiana) aufgefunden. Alle drei sollen am 8. Mai 1929 von Al Capone persönlich auf einem Bankett mit einem Baseballschläger niedergeschlagen und dann erschossen worden sein. Die drei galten als (potentielle) Überläufer, die sich mit Joey Aiello verbündet hatten.
- Das Massaker trug mit dazu bei, das Image der Mobster in Chicago zu ändern; im April 1930 stellte Frank J. Loesch, der Vorsitzende der Chicago Crime Commission, eine Liste mit 28 Leuten zusammen, die als „Staatsfeinde“ (englisch: „Public Enemy“) Chicagos gesehen wurden. Diese Aufmerksamkeit erhöhte den Verfolgungsdruck auf die dort Genannten enorm. Ab diesem Zeitpunkt wurde es (insbesondere in der Presse) üblich, Al Capone, der die Liste anführte, als „Staatsfeind No.1“ zu titulieren.
- Als die Werkstatt an der 2122 N. Clark Street 1967 abgerissen wurde, wurde die Wand verkauft und Stein für Stein zu George Patey transportiert, einem Kanadier, der die Wand in der Herrentoilette einer Bar im Stil der 1920er wiederaufbaute. Nachdem die Bar geschlossen worden war, begann Patey, die Steine als Souvenirs zu verkaufen.

## Valentinstag-Massaker in den Medien
Das Thema wurde in verschiedenen Filmen aufgegriffen, insbesondere 1967 von dem Regisseur Roger Corman in Chicago-Massaker (St. Valentine’s Day Massacre); es diente auch als Vorlage für die Werkstattmordszene in Billy Wilders berühmter Komödie Manche mögen’s heiß.